# Die Grauen – Graue Panther
Die Grauen – Graue Panther (Kurzbezeichnung: GRAUE) waren eine deutsche Kleinpartei, die von 1989 bis 2008 bestand. Gegründet wurde sie von Trude Unruh, die zuvor parteiloses Mitglied der Fraktion der Grünen im Bundestag gewesen war. Hervorgegangen war die Partei aus dem 1975 von Trude Unruh gegründeten Senioren-Schutz-Bund Graue Panther. Sie verstand sich vor allem als Interessenvertretung von Senioren.
Unruh war bis September 2007 Bundesvorsitzende, ihr Nachfolger wurde Norbert Raeder, der jedoch bereits im Januar 2008 zurücktrat. 2006 erzielten die Grauen bei der Wahl in Berlin mit 3,8 % das beste Ergebnis ihrer Geschichte bei einer Landtagswahl. Ein Jahr später geriet die Partei in eine Spendenaffäre, in deren Folge auf einem Sonderparteitag am 1. März 2008 das Auflösungsverfahren eingeleitet wurde. Die daraufhin durchgeführte Urabstimmung endete am 17. März mit einer Bestätigung des Auflösungsbeschlusses des Parteitages. Offiziell gilt die Partei seit dem 29. März 2008 als aufgelöst.
Nachfolgepartei ist die Partei Graue Panther, die aus diversen Nachfolgeprojekten hervorging. Davon spaltete sich 2017 die Kleinpartei Die Grauen – Für alle Generationen ab.

## Inhaltliches Profil und Struktur

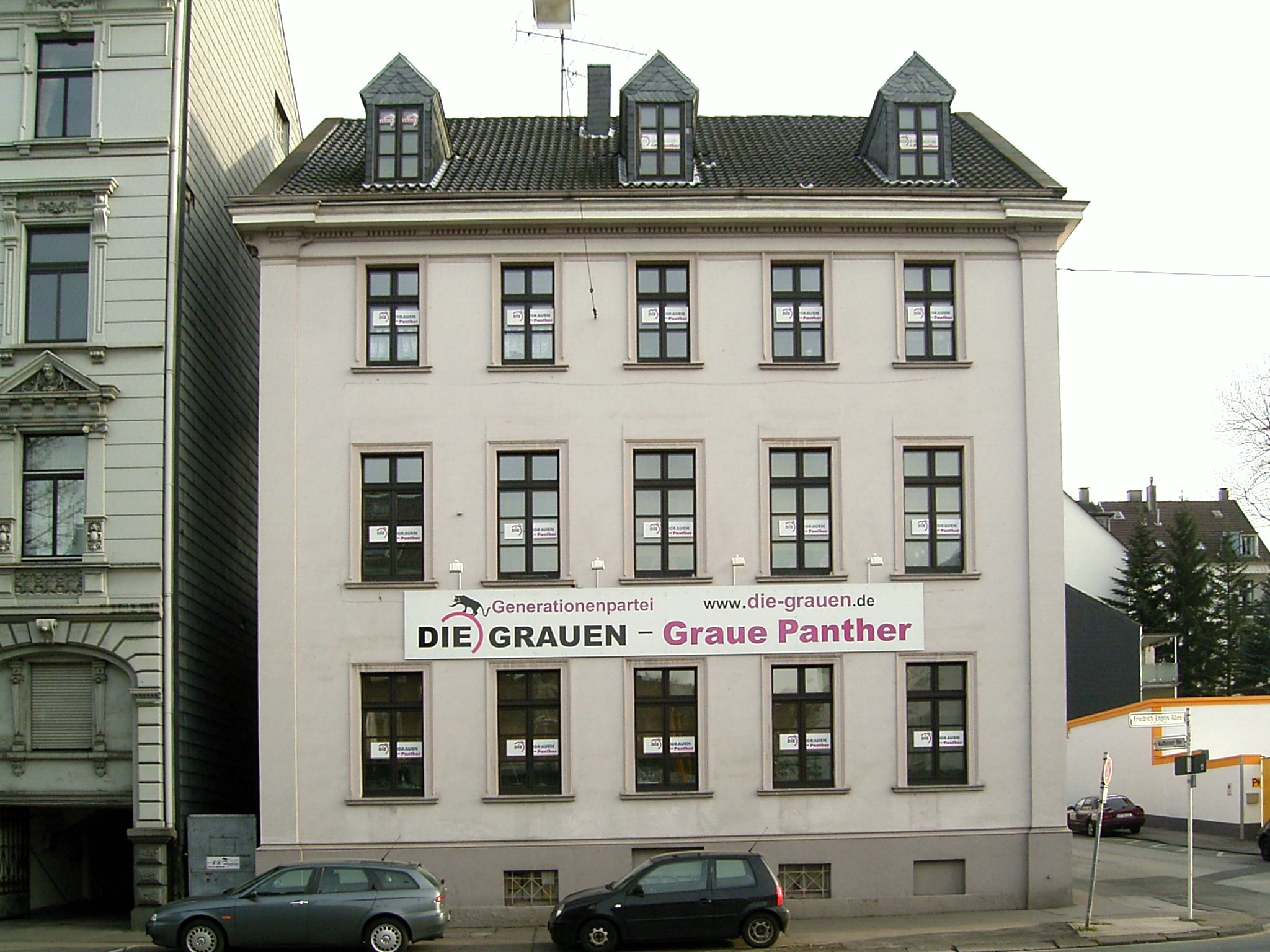
Langjährige Parteizentrale in Wuppertal, Kothener Straße 1

Die Grauen verstanden sich als Generationenpartei. Ihr Motto war „Jung und Alt gemeinsam“. Sie setzten sich für die Interessen junger und älterer Menschen ein. Sie forderten eine Mindestrente ab 65, die nicht mehr aus personenbezogenen Löhnen abhängig Beschäftigter, sondern aus Einkünften aller steuerpflichtigen Personen und Gesellschaften finanziert sein sollte und aus einem selbstverwalteten, dem Staatszugriff entzogenen Fonds gezahlt werden sollte, der die bisherigen Renten- und Arbeitslosenkassen ablösen hätte sollen.
Weitere Forderungen waren die Förderung alternativer Energien und Maßnahmen für den Erhalt von landwirtschaftlichen Betrieben. Die Partei setzte sich zudem für einen verstärkten Schutz der Umwelt ein.
Ebenso sollten nach ihrem Willen auch auf Bundesebene die Möglichkeit zu Volksbegehren und Volksentscheid geschaffen werden.
Es wurde verstärkt darauf Wert gelegt, dass die Grauen gegen jedweden politischen Extremismus sind. Ab 2007 gab es dafür einen eigenen Arbeitskreis gegen Rechts, der mit Vortragsveranstaltungen Aufklärungsarbeit betrieb. Auf dem Bundesparteitag im Oktober 2007 hatten die Delegierten einstimmig beschlossen, in dem Verein „Bunt statt Braun e. V.“ Mitglied zu werden.
Mit Jung und Grau (Kurzbezeichnung: JunG) hatte die Partei außerdem eine Jugendorganisation, die am 19. Juli 1998 in Ludwigsburg gegründet wurde. Mitglied konnte dort werden, wer zwischen 12 und 35 Jahren alt war.

## Geschichte

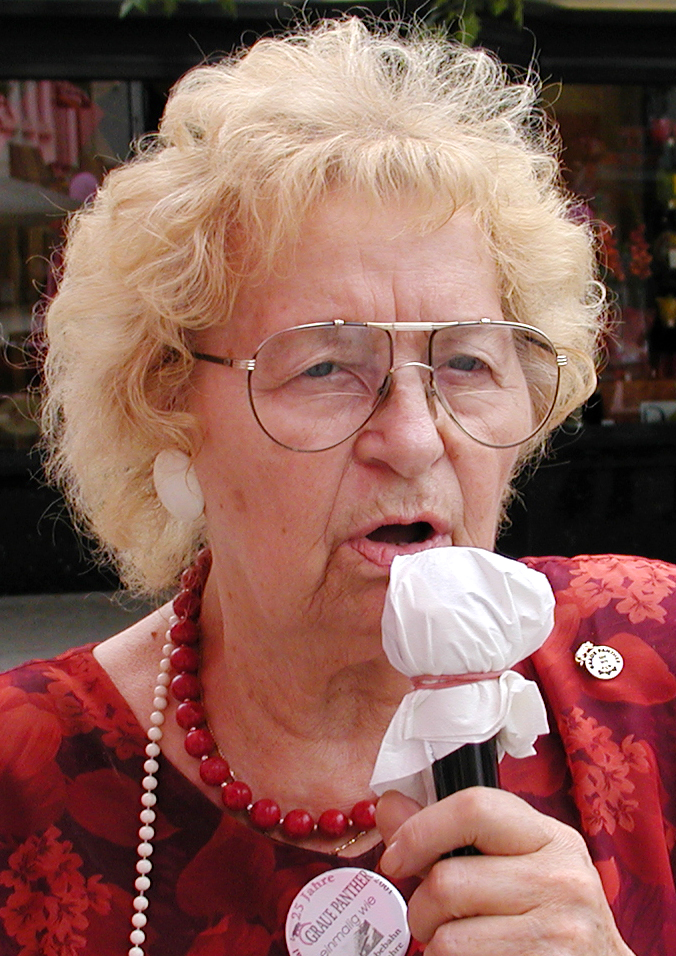
Trude Unruh, Parteigründerin und langjährige Bundesvorsitzende (August 2002)

### Gründung und weitere Entwicklung
Die Partei wurde am 12. Juli 1989 als politischer Arm des 1975 bestehenden Senioren-Schutz-Bundes Graue Panther, gegründet. Als Kurzbezeichnung wurde zunächst „Die Grauen“ gewählt. Gründerin von Partei und Verein war die 1925 geborene Trude Unruh aus Wuppertal, die zuvor schon Parteimitglied u. a. bei SPD und FDP war und 1987 als parteilose Abgeordnete Mitglied des Deutschen Bundestages für die Grünen wurde. Sie verblieb noch bis 1990 im Parlament. Der Bundestagsfraktion der Grünen hatte sie aufgrund interner und inhaltlicher Differenzen den Rücken gekehrt. Aufgrund des Bekanntheitsgrads von Trude Unruh fand die Parteigründung große mediale Aufmerksamkeit. In der öffentlichen Wahrnehmung war sie ebenso die dominierende Person innerhalb der Partei; so trat sie in der Folgezeit regelmäßig in Talkshows auf.
Am 22. Mai 1993 wurde das Parteikürzel in „Graue“ umgeändert. Unter dem Namen Jung und Grau (Kurzbezeichnung JunG) wurde am 19. Juli 1998 eine Jugendorganisation der Partei gegründet. Die Mitgliedschaft war auf Personen im Alter zwischen 12 und 35 Jahren beschränkt.
2004 klagten die Grauen außerdem zusammen mit der Ökologisch-Demokratischen Partei (ödp) vor dem Bundesverfassungsgericht erfolgreich gegen das beschlossene Gesetz zur Erneuerung der Parteienfinanzierung. Dieses Gesetz, das am 1. Januar 2005 in Kraft getreten wäre, sah vor, dass allein Parteien, die in mindestens drei Bundesländern antraten und dort mindestens ein Prozent der Stimmen erhielten, in den Genuss der Wahlfinanzierung kämen. Das Bundesverfassungsgericht erklärte das Gesetz schließlich für verfassungswidrig.
Bei der Landtagswahl in Sachsen-Anhalt 2006 kandidierten die Grauen erstmals über eine Listenvereinigung mit der Tierschutzpartei, der ödp und diversen Wählergruppen gemeinsam. Dieses Bündnis erzielte 0,8 % der Wählerstimmen.

### Hochburg Berlin

Plakat zur Berliner Wahl (2006)

Seit Mitte der neunziger Jahre gelangen den Grauen in Berlin bei Abgeordnetenhauswahlen stets Wahlergebnisse, die über einem Prozent lagen. Bereits bei der Europawahl 2004 erzielten die Grauen bundesweit 1,2 % der Stimmen; bei dieser Wahl konnte der Landesverband Berlin 3,9 % der Wähler in Berlin auf sich vereinigen. Somit erzielten sie das beste Landesergebnis einer sonstigen Partei bei dieser Wahl.
Bei den Abgeordnetenhauswahlen in Berlin 2006, bei denen die Grauen unter anderem mit der Parole „Poppen für 'ne sichere Rente?“ warben, hatten sie zum ersten Mal eine realistische Chance auf den Einzug in ein Parlament. Sie erreichten 3,8 % der Stimmen und somit die meisten Stimmen unter allen Parteien, die den Einzug in das Abgeordnetenhaus verfehlten. Somit lagen sie noch vor der NPD, den Republikanern und der WASG. Die Grauen schafften jedoch bei allen acht Bezirksverordnetenversammlungswahlen, zu denen sie antraten, den Sprung über die 3-%-Hürde und somit den Einzug in die Bezirksparlamente. Das beste Ergebnis erzielten sie im Bezirk Reinickendorf mit 7,0 % der Stimmen.
Trude Unruh trat ein Jahr später im September 2007 als Bundesvorsitzende zurück und wurde zur Ehrenvorsitzenden der Partei ernannt. Ihr Nachfolger wurde der Berliner Landesvorsitzende Norbert Raeder, der seither beide Ämter in Personalunion führte.

### Betrug der staatlichen Parteienfinanzierung und Folgen
Im Herbst 2007 geriet die Partei in eine Spendenaffäre; so hatte sie über Jahre hinweg mittels sogenannter „Scheinseminare“ nicht existierende Spenden von vermeintlichen Seminarleitern an die Verwaltung des Deutschen Bundestages gemeldet und dafür anteilige Mittel aus der Parteienfinanzierung erhalten. An die Öffentlichkeit gelangte dies, nachdem Parteimitglieder anonym Anzeige erstattet hatten.
Anfang Oktober 2007 wurden Büroräume der Partei und Privatwohnungen führender Parteimitglieder durchsucht. Am 24. Oktober 2007 wurde schließlich das Vorstandsmitglied Otto Wolfshohl wegen Betrugsverdacht in Untersuchungshaft genommen. Am 12. Januar 2008 wurde bekannt, dass die Partei innerhalb von zwei Monaten 8,5 Millionen Euro an finanziellen Hilfen zurückzuzahlen hatte. 1,5 Millionen wurden durch Pfändungen gesichert. Die Restforderung führte zur Insolvenz der Partei.
Der Parteivorstand erklärte am 23. Januar 2008, einen Sonderparteitag einzuberufen, der die Auflösung der Partei beschließen sollte und der am 1. März stattfand. Raeder trat daraufhin im Januar 2008 nach nur vier Monaten von seiner Position als Bundesvorsitzender zurück. In einer Urabstimmung, die bis zum 17. März 2008 lief, stimmten die Mitglieder der Partei mehrheitlich der Auflösung zu.

## Wahlergebnisse

### Bundestags- und Europawahlen
| Zweitstimmen | Zweitstimmen | Zweitstimmen |
| Jahr         | Anzahl       | Anteil       |
| ------------ | ------------ | ------------ |
| 1990         | 385.910      | 0,8 %        |
| 1994         | 238.642      | 0,5 %        |
| 1998         | 152.557      | 0,3 %        |
| 2002         | 114.224      | 0,2 %        |
| 2005         | 198.601      | 0,4 %        |

| Stimmen | Stimmen | Stimmen |
| Jahr    | Anzahl  | Anteil  |
| ------- | ------- | ------- |
| 1994    | 275.866 | 0,8 %   |
| 1999    | 112.142 | 0,4 %   |
| 2004    | 314.402 | 1,2 %   |

### Landtagswahlen
| Jahr | BW  | BY    | BE    | BB    | HB    | HH  | HE    | MV    | NI    | NW    | RP    | SL    | SN    | ST    | SH    | TH    |
| ---- | --- | ----- | ----- | ----- | ----- | --- | ----- | ----- | ----- | ----- | ----- | ----- | ----- | ----- | ----- | ----- |
| 1990 |     | n. a. | n. a. | n. a. |       |     |       | n. a. | n .a. | n. a. |       | n. a. | n. a. | n. a. |       | n. a. |
| 1991 |     |       |       |       | 1,7   | 0,9 | 0,6   |       |       |       | n. a. |       |       |       |       |       |
| 1992 | 0,6 |       |       |       |       |     |       |       |       |       |       |       |       |       | n. a. |       |
| 1993 |     |       |       |       |       | 1,6 |       |       |       |       |       |       |       |       |       |       |
| 1994 |     | n. a. |       | 0,3   |       |     |       | 0,4   | 0,5   |       |       | 0,6   | n. a. | 0,5   |       | 0,4   |
| 1995 |     |       | 1,7   |       | 0,7   |     | 0,4   |       |       | 0,7   |       |       |       |       |       |       |
| 1996 | 0,3 |       |       |       |       |     |       |       |       |       | 0,7   |       |       |       | n. a. |       |
| 1997 |     |       |       |       |       | 0,7 |       |       |       |       |       |       |       |       |       |       |
| 1998 |     | n. a. |       |       |       |     |       | 0,2   | n. a. |       |       |       |       | n. a. |       |       |
| 1999 |     |       | 1,1   | n. a. | n. a. |     | n. a. |       |       |       |       | n. a. | 0,3   |       |       | n. a. |
| 2000 |     |       |       |       |       |     |       |       |       | n. a. |       |       |       |       | 0,3   |       |
| 2001 | 0,0 |       | 1,4   |       |       | 0,3 |       |       |       |       | n. a. |       |       |       |       |       |
| 2002 |     |       |       |       |       |     |       | 0,2   |       |       |       |       |       | n. a. |       |       |
| 2003 |     | n. a. |       |       | 0,9   |     | n. a. |       | 0,3   |       |       |       |       |       |       |       |
| 2004 |     |       |       | 0,9   |       | 1,1 |       |       |       |       |       | 1,4   | 0,9   |       |       | 0,8   |
| 2005 |     |       |       |       |       |     |       |       |       | 0,2   |       |       |       |       | 0,5   |       |
| 2006 | 0,2 |       | 3,8   |       |       |     |       | 0,7   |       |       | 0,3   |       |       | n. a. |       |       |
| 2007 |     |       |       |       | n. a. |     |       |       |       |       |       |       |       |       |       |       |
| 2008 |     | n. a. |       |       |       | 0,3 | 0,2   |       | 0,3   |       |       |       |       |       |       |       |

| höchstes Ergebnis in den einzelnen Bundesländern |
| n. a.: nicht angetreten                          |

## Finanzen und Vermögen

### Geldflüsse
Die Partei Die Grauen meldete im Jahr 2005 Einnahmen von etwa 4,6 Millionen Euro.
Davon bildeten Spenden mit 3,4 Millionen Euro (72 %) und staatliche Mittel mit 1,2 Millionen Euro (26 %) die größten Anteile. Mitgliedsbeiträge ergaben nur 52.000 Euro (1,1 %) und machen damit weniger Anteil an den Gesamteinnahmen aus, als bei irgendeiner anderen Partei. Während 2004 ein leichtes Defizit erwirtschaftet wurde, schloss die Partei 2005 mit etwa 850.000 Euro Gewinn ab. Diese Zahlen sind durch massiven Betrug entstanden. Reale Einnahmen ohne staatliche Zuschüsse erzielte die Partei nur von ca. 100.000 Euro. Laut Staatsanwaltschaft Wuppertal wurde das Spendenaufkommen künstlich in die Höhe getrieben und zu Unrecht Geld aus der staatlichen Parteienfinanzierung kassiert.

### Vermögen
Das Reinvermögen der Grauen (Geld und Wertgegenstände gegen Verbindlichkeiten, Kredite usw.) betrug zum Zeitpunkt ihrer Auflösung etwa eine Million Euro. Die Partei hielt 100 % der Anteile an der Graue Panther Vermögensverwaltungsgesellschaft mbH. Sie besaß keine Immobilien; der Vermögensgesellschaft war ein Darlehen von 370.000 Euro für den Erwerb einer Immobilie in Wuppertal bereitgestellt worden.